# 1890 en combiné nordique
| Années du combiné nordique : 1887 - 1888 - 1889 - 1890 - 1891 - 1892 - 1893    |
| Décennies du combiné nordique : 1860 - 1870 - 1880 - 1890 - 1900 - 1910 - 1920 |

Cette page reprend les résultats de combiné nordique de l'année 1890.

## Husebyrennet
C'est la 10e édition de la Husebyrennet. Les résultats de cette compétition, exceptionnellement organisée à Frognerseteren, manquent.